# رسوایی‌های قاچاق اسلحه از جمهوری اسلامی ایران
این مقاله به رسوایی‌های قاچاق اسلحه از جمهوری اسلامی ایران به سایر کشورها می‌پردازد.

## قاچاق مواد منفجره به عربستان سعودی در ایام حج
در ایام حج سال ۱۳۶۵ مأموران عربستان سعودی، ادعا کردند محموله‌ای از مواد منفجره را در لوازم حجاج ایرانی کشف کردند. برخی معتقدند این اتفاق زمینه‌ساز رویداد حج ۱۳۶۶ شد که در آن ۲۷۵ ایرانی، ۸۵ عربستانی از جمله نیروی پلیس و ۴۵ تن از حاجیان دیگر کشورها کشته شدند. عیسی سحرخیز، روزنامه‌نگار که در آن دوران، سردبیر بخش عربی خبرگزاری جمهوری اسلامی (ایرنا) بوده و در عربستان، مأموریت پوشش مراسم حج را داشته، دربارهٔ این ماجرا می‌گوید: «مأموران امنیتی فرودگاه جده تمام اعضای یک کاروان حج اعزامی از استان اصفهان را به دلایلی نامعلوم دستگیر» کرده بودند. این گروه از حجاج که به روایتی ۱۱۳ نفر و به روایتی ۱۵۰نفر بوده‌اند، از شهر نجف‌آباد اصفهان اعزام شده بودند. بر اساس گزارش رسانه‌های عربستانی، در ساک‌های این کاروان، ۱۵۰کیلوگرم مواد منفجره جاسازی شده بود. احمد منتظری در مصاحبه‌ای گفته‌است که افراد نفوذی در ایران در سال ۱۹۸۶ در ساک‌های حجاج مواد منفجره جاسازی کرد تا در مراسم مکه منفجر کنند. سپاه در آن زمان مقدار ۳۱۴ کیلو «تی ان تی» را برای خرابکاری و کشتن حجاج با هدف ناامن کردن مراسم حج و سپس مقصر دانستن پادشاهی سعودی در اداره حج به مکه می‌فرستند.
هاشمی رفسنجانی در خاطرات ۲۰ مرداد ۶۵، با اشاره به بی اطلاع بودن خود حجاج، در مورد این حادثه اینگونه می‌نویسد:
آقای بشارتی اطلاع داد که عربستان اعلان کرده چند نفر از حجاج ایرانی در ساکهای خود تی‌ان‌تی داشته‌اند. … دربارهٔ کاروانی که در جده گیر افتاده و جمعی از حجاج که در ساک آنها مواد منفجره کشف و بازداشت شده‌اند، پیگیری کردم. معلوم شد که حجاج بی‌اطلاع بوده‌اند. فقط رئیس کاروان می‌دانسته. به وزارت خارجه و اطلاعات گفتم که برای ملاقات با رئیس کاروان در حج تلاش کنند.
حسینعلی منتظری چند ماه بعد از رویداد حج ۱۳۶۶ در نامه‌ای به روح‌اللّه خمینی نسبت به عملکرد مسئولان ایرانی در این واقعه اعتراض کرد. وی نوشت:

بسیاری از افراد مورد اطمینان که خود ناظر جریان و در خط مقدم راهپیمایی بوده‌اند می‌گویند همهٔ گناه گردن سعودی‌ها نیست و ممکن بود راهپیمایی آبرومندانه انجام شود و به این‌جا هم منجر نشود، ولی در اثر تندی بچه‌ها و بی‌برنامگی اجمالاً هجوم و حمله از طرف بچه‌های نپختهٔ ما شروع شد و سوژه به دست دشمن داد، هر چند دشمن مجهز و مهیا بود و دنبال بهانه می‌گشت تا ما را سرکوب کند. دشمن در سال قبل از آن در موضوع جاسازی و قرار دادن مواد منفجره در ساکهای حجاج با ما عاقلانه برخورد کرد و تا اندازه‌ای اغماض کرد و ما موضوع را رسیدگی نکردیم بلکه مغرور شدیم و در سال بعد چنین مصیبت بزرگی برای عالم اسلام رخ داد.

وی همچنین می‌افزاید که:

سپاه برای انتقال مواد منفجره به عربستان از ساک‌های زائران بدون اجازه آن‌ها استفاده کرد. پس از افشای این در عربستان و رفتن آبروی ایران، در همه جا زمزمه راه انداختند که خوب است بگوییم این نیز تقصیر سید مهدی هاشمی است. این درحالی بود که سید مهدی آن موقع درگیر مشکلات خودش بود. یکی از افراد سپاه که از متصدیان این امر ناجوانمردانه بود آمد نزد من و گفت که مسئولان من اصرار دارند تا بگوییم این امر توسط سید مهدی هاشمی انجام شده‌است.
میرحسین موسوی در بخشی از استعفانامه ۱۴ مهر ۱۳۶۷، با اشاره به این داستان به علی خامنه‌ای می‌گوید:

همه جا صحبت از سیاست‌های خارجی دولت جمهوری اسلامی است بدون آن که دولت از این سیاست‌ها که در همه جای کشور و جهان بیان می‌شود، خبر داشته باشد… عملیات برون مرزی که بدون اطلاع و دستور دولت صورت می‌گیرد، شما بهتر می‌دانید که تاکنون فاجعه آفرینی و اثر نامطلوب آن‌ها برای کشور چه قدر بوده‌است… پس از کشف مواد منفجره از حجاج ما در جده، اینجانب از این امر آگاه می‌شوم. متأسفانه و علی‌رغم همه ضرر و زیانی که این حرکت متوجه کشور کرده‌است، هنوز نظیر این عملیات می‌تواند هر لحظه و هر ساعت به نام دولت صورت گیرد.
در پی این حادثه ۱۱۳ نفر از حجاج ایرانی دستگیر شدند که به جز دو یا سه نفر از آن‌ها باقی آزاد شدند. رفسنجانی در خاطرات خود در سال ۱۳۶۶ از گزارش عبدالله نوری یاد می‌کند که در آن ضمن غیرقابل گذشت بودن کار عربستان، به تندروی نیروهای داخلی هم اشاره شده‌است. احمد خمینی سال‌ها بعد در رنجنامه‌ای به صراحت می‌گوید اگرچه با این روش‌ها موافق نیست اما برای انجام کارهای انقلابی راهی غیر از این موارد وجود ندارد و ممکن است گاهی اوقات نیز لو بشود.

## قاچاق موشک به بلژیک
در اواخر سال ۱۳۷۵ در بازرسی از یک کشتی ایرانی حامل خیارشور در بندر آنتورپ بلژیک موشک‌های جنگی کشف شد.
هاشمی رفسنجانی رئیس‌جمهور وقت در این‌باره گفت: «من نوعاً با حرکت‌های افراطی مخالفم … دربارهٔ باند سعید امامی، در دوران من، برای ما مشخص شد که با سیاست‌های جاری کشور از جمله تشنج‌زدایی، آن‌ها مخالف هستند، این‌ها موشک بردند به یک کشور خارجی و آن‌ها هم پیدا کردند. از درون وزارت اطلاعات قضیه را پیگیری کردیم و ثابت شد. رهبری و من به وزارت اطلاعات گفتیم که این‌ها باید کیفر ببینند»

## قاچاق اسلحه به گامبیا
در ۲۶ اکتبر ۲۰۱۰ گزارش شد که مأموران امنیتی نیجریه در جریان بازرسی محموله‌های یک کشتی تجاری، سیزده کانتینر حاوی اسلحه و مواد منفجره را در بندر آپاپا، در شهر لاگوس، کشف کرده‌اند. این محموله با برچسب مصالح ساختمانی از ایران ارسال گردیده بود. منوچهر متکی وزیر امور خارجه ایران بلافاصله پس از این واقعه به نیجریه رفت و در آنجا اعلام کرد مقصد نهایی محموله یکی دیگر از کشورهای غرب آفریقا بوده‌است. نیجریه این اتفاق را، که ناقض تحریم‌های شورای امنیت بود، به این شورا گزارش کرد.
در روز ۲۲ نوامبر دولت گامبیا، که مقصد پایانی این محموله‌ها بود، با صدور بیانیه‌ای تمامی دیپلمات‌ها و مأمورین جمهوری اسلامی را از این کشور اخراج کرد و به آنها ۴۸ ساعت فرصت داد تا این کشور را ترک کنند. در این بیانیه همچنین تصریح شد که تمامی پروژه‌ها و برنامه‌های دولت گامبیا که با همکاری جمهوری اسلامی ایران اجرا می‌شد، لغو شده‌است. این برخورد در شرایطی صورت گرفت که درست یک‌سال قبل محمود احمدی‌نژاد از گامبیا دیدار کرده و گفته بود: «جمهوری اسلامی ایران مصمم است روابط و همکاری‌های خود را در همهٔ زمینه‌ها با گامبیا گسترش دهد و هیچ محدودیتی هم برای توسعهٔ این روابط نداریم.»